# Mercedes Moné
Mercedes Justine Kaestner-Varnado (Fairfield, 26 de janeiro de 1992) é uma lutadora profissional e atriz americana. Como lutadora, ela trabalha atualmente para a All Elite Wrestling (AEW), onde se apresenta sob o nome de ringue Mercedes Moné (muh-NAY) e é a atual campeã TBS da AEW em seu primeiro reinado. Ela também aparece na New Japan Pro-Wrestling (NJPW) e em sua promoção irmã, World Wonder Ring Stardom, onde foi a campeã mais longeva do Campeonato Feminino Strong, além de competir na Revolution Pro Wrestling (RevPro), onde é a atual detentora do Undisputed British Women's Championship em seu primeiro reinado. Varnado se tornou amplamente conhecida por seu tempo na WWE, de 2012 a 2022, onde lutou sob o nome de ringue Sasha Banks. Ela é a primeira e única lutadora profissional a conquistar títulos na WWE, AEW e NJPW.
Varnado começou sua carreira no wrestling em 2010 no circuito independente, destacando-se especialmente na Chaotic Wrestling, onde conquistou o Campeonato Feminino da Chaotic Wrestling. Ela assinou com a WWE em 2012, adotando o nome de ringue Sasha Banks, e foi designada ao território de desenvolvimento NXT. Posteriormente, conquistou o Campeonato Feminino do NXT. Sua luta contra Bayley no NXT TakeOver: Respect, em outubro de 2015, foi a primeira luta feminina a encabeçar um NXT TakeOver, além de ser a primeira luta iron woman da história da WWE e, na época, a luta feminina mais longa da história da empresa, com duração de 30 minutos. A luta foi eleita a "Luta do Ano" pela revista Pro Wrestling Illustrated (PWI), que também nomeou Varnado como "Mulher do Ano".
Em 2015, Varnado foi promovida ao plantel principal da WWE, onde conquistou o Campeonato Feminino do Raw da WWE cinco vezes. Em 2016, ela e Charlotte Flair se tornaram as primeiras mulheres a encabeçar um evento pay-per-view da WWE, as primeiras a competir em uma luta Hell in a Cell, e as primeiras a vencer o prêmio de "Rivalidade do Ano" da Pro Wrestling Illustrated (PWI). Em 2019, ela venceu o inaugural Campeonato de Duplas Femininas da WWE ao lado de sua parceira de dupla, Bayley, no evento Elimination Chamber. Em 2020, ela conquistou o Campeonato Feminino do SmackDown da WWE no Hell in a Cell, tornando-se campeã Grand Slam e Triple Crown da WWE. Naquele ano, foi eleita a "Lutadora do Ano" pela Sports Illustrated. Na WrestleMania 37, Varnado e sua oponente Bianca Belair se tornaram as primeiras duas mulheres negras a encabeçar uma WrestleMania. Após divergências criativas em 2022, Varnado deixou a WWE. Ela fez sua estreia na NJPW/Stardom no Wrestle Kingdom 17, em janeiro de 2023, sob o nome de ringue Mercedes Moné, e conquistou o Campeonato Feminino IWGP por uma ocasião. Após o fim de seu contrato com a NJPW/Stardom em dezembro daquele ano, assinou com a AEW no mês seguinte e estreou no Dynamite: Big Business, em março de 2024, vencendo o Campeonato TBS da AEW em sua estreia nos ringues da AEW no evento Double or Nothing, dois meses depois.
Varnado é amplamente considerada uma das maiores lutadoras profissionais de todos os tempos. Fora do wrestling, ela interpreta a personagem recorrente Koska Reeves nas segunda e terceira temporadas da série de faroeste espacial The Mandalorian, do Disney+.

## Carreira

### Circuito independente (2010—2012)

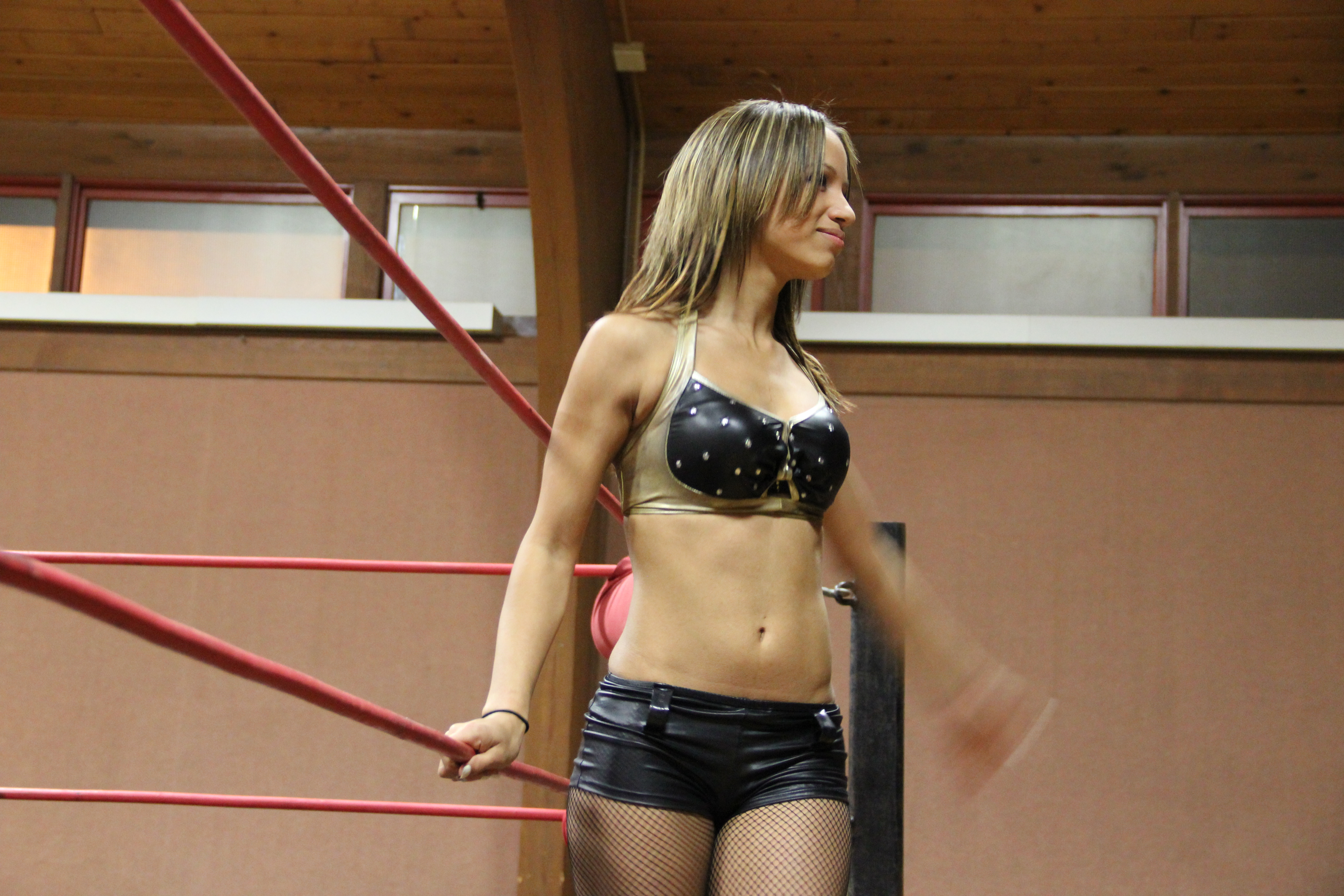
Mercedes em janeiro de 2012.

Mercedes KV começou sua carreira na Chaotic Wrestling, onde foi treinada. Ela fez sua estreia em 1 de outubro de 2010, em uma intergender tag team match, onde juntamente com Nikki Roxx foram derrotadas por Alexxis e Danny E. Mercedes e Roxx rapidamente formaram uma aliança, em parceria regularmente uma acompanhava a outra ao ringue. Em 22 de outubro, Mercedes foi derrotada por Danny E., e também em uma revanche em 13 de novembro.
Em 7 de janeiro de 2011, Mercedes teve sua primeira vitória quando ela e Roxx derrotaram Alexxis e Mistress Belmont em uma tag team match. Em 11 de fevereiro, Mercedes participou de uma five-women gauntlet match para determinar a primeira campeã do Campeonato Feminino da Chaotic Wrestling, mas foi derrotada. Ela continuou competindo em singles matches durante todo o restante de 2011 e em 2 de dezembro, Mercedes derrotou Alexxis em uma luta "I Quit" para vencer o Chaotic Wrestling Women's Championship pela primeira vez. Ela defendeu o campeonato durante todo início de 2012, mantendo-o com sucesso contra Barbie, Alexxis e Roxx. Em 1 de Junho, Mercedes derrotou Alexxis, Barbie e Mistress Belmont em uma fatal four-way match para manter o cinturão. Após sua vitória, Mercedes tornou-se a maior Chaotic Wrestling Women's Champion da história, quebrando o recorde anterior de Alexxis, que era de 182 dias. Em 18 de agosto, o Women's Championship foi declarado vago após Mercedes assinar um contrato com a WWE, terminando assim o seu reinado de 260 dias.

### World Wrestling Entertainment/WWE

#### NXT (2012-2015)
Em junho de 2012, Kaestner-Varnado participou do WWE Tryout Camp, e em 18 de agosto, foi anunciado que ela havia assinado um contrato com a WWE. Ela foi enviada para o NXT Wrestling, território de desenvolvimento da WWE, sob o ring name Sasha Banks. Ela fez sua estreia na televisão no WWE NXT em 12 de dezembro de 2012, sendo derrotada por Paige. Sua primeira vitória na televisão foi em 23 de janeiro de 2013, onde derrotou Alicia Fox.
Banks, então, entrou uma storyline onde ela recebeu cartas de um admirador secreto, que quando foi revelado descobriu que se tratava de Audrey Marie, que atacou Banks em 20 de fevereiro durante um episódio do NXT, Marie chegou a derrotar Banks em uma luta após esse episódio. No episódio de 7 de março, Banks em parceria com as Funkadactyls (Cameron e Naomi) para derrotar Marie, Alicia Fox e Aksana em uma six-diva tag-team match. A feud entre Banks e Marie terminou no episódio de 3 de abril, quando Banks se uniu com Paige, onde foram derrotadas por Marie e Summer Rae. No episódio de 19 de junho, Banks competiu no NXT Women's Championship Tournament para determinar a primeira campeã, mas foi derrotada por Summer Rae na primeira rodada.
Em 11 de setembro em um episódio do NXT, Banks foi derrotado pelo campeã da NXT Paige. Após a partida, Paige tentou consolar Banks mas Sasha acabou por atacar Paige concluindo assim seu heel turn. Ela lutou sua primeira partida como heel no episódio do 25 de setembro derrotando Bayley com Summer Rae de acompanhante. Após a partida, Charlotte também turnou heel ao atacar Bayley e uniu forças com Sasha e Summer. Em meados de janeiro de 2014, como Rae tinha se mudado para o plantel principal, o team BFF's (nome do grupo formado pela três) Sasha Banks e Charlotte começaram uma rivalidade com Bayley, que havia se aliado com Natalya.
No dia 6 de abril, Banks juntamente de Alexa Bliss e Charlotte fizeram uma aparição na WrestleMania XXX como parte da entrada de Triple H em sua partida contra Daniel Bryan. Em maio, Banks participou de um torneio para se tornar a próxima NXT Women's Champion. Sasha derrotou Bayley na primeira rodada, mas acabou perdendo para Natalya nas semifinais. Depois de uma ausência de quatro meses Summer Rae retornou no episódio do dia 6 de junho do NXT , distraindo Bayley e permitindo Charlotte obter a vitória. Após a partida, as BFF's tentaram atacar Bayley, porém foram impedidas por Emma e Paige. Isto levou a um 6-tag team match no episódio do dia 12 de junho em que as BFFs perderam após Bayley pinar Charlotte.
Em 14 de agosto episódio do NXT , Banks perdeu para Bayley em uma partida para determinar a 1# contender ao NXT Women's Champion. No NXT TakeOver: Fatal 4-Way , Banks atacou Bayley após seu combate pelo título contra Charlotte, mas acabou sendo jogada para longe por Charlotte.
Durante um episódio do dia 23 de outubro de 2014 Becky Lynch atacou Bayley ao final de uma partida e aliou-se com Banks em 23 de outubro episódio do NXT. Desde então Banks rivalizou com Charlotte levando a uma luta pelo Women's Champion no NXT Takeover: Revolution onde Sasha perdeu. Ela recebeu uma revanche em 25 de dezembro episódio e mais uma vez sem sucesso.
Banks fez sua primeira aparição no elenco principal no dia 30 de dezembro em um episódio do Main Event, onde perdeu para Charlotte em uma luta comum. Sasha Banks e Becky Lynch se auto denominaram Team B.A.E. Sasha recebeu outra oportunidade de lutar pelo título contra Charlotte, Bayley e Lynch e conquistou o título após pinar Charlotte no NXT TakeOver: Rival.
Atualmente Banks encontra-se no Friday Night SmackDown e é a atual WWE SmackDown Women's Champion, derrotando Bayley no Hell in a Cell em outubro de 2020.

### Parceria com Naomi (2022)
Em 2 de janeiro de 2022, Banks sofreu uma lesão no calcâneo durante uma luta contra Charlotte Flair. Ela faria seu retorno no episódio de 28 de janeiro do SmackDown, onde ela se declarou para a Royal Rumble Match. No evento homônimo, Banks entrou em primeiro, eliminando Melina e Kelly Kelly antes de ser eliminada por Queen Zelina. No episódio de 25 de fevereiro do SmackDown, Naomi anunciou que ela e Banks iriam disputar o WWE Women's Tag Team Championship. Na WrestleMania 38 Night 2, Banks e Naomi derrotaram as respectivas campeãs Carmella e Queen Zelina, Rhea Ripley e Liv Morgan, e Natalya e Shayna Baszler para se tornarem as novas WWE Women's Tag Team Champions.
Durante o episódio do Raw de 16 de maio, Banks e Naomi teriam abandonada a WWE após uma reunião com Vince McMahon devido a uma disputa criativa. A WWE divulgou uma declaração oficial afirmando que as duas "entraram no escritório do Chefe de Relações de Talentos da WWE, John Laurinaitis, com suas malas na mão, colocaram seus cinturões em sua mesa e saíram". As duas estavam originalmente programadas para o evento principal do show, que teve que ser alterado. No episódio seguinte do SmackDown, foi anunciado que Banks e Naomi haviam sido suspensas indefinidamente, portanto, desocupando os títulos.

## No wrestling
- Movimentos de finalização
  - Bankrupt (Necbracker)
  - Bank Statement(Dupla Joelhada invertida para um crosface)
- Movimentos secundários
  - Dropkick, às vezes com o adversário ajoelhado[25][28][29]
  - Forehand chop[23][31][33][34]
  - Japanese arm drag[23]
  - Headscissors takedown[24][28][29][31]
  - Monkey flip[25]
  - Multiplas variações de pin
    - Roll-up[23][28][31][33]
    - Small package[24]
    - Wheelbarrow victory roll[23][34]

  - Springboard arm drag[23][25][31][33][34]
- Temas de entrada
  - "Feelin' Me" por Kynady Lee & Jim Johnston (15 de novembro de 2012)
  - "Club Rave" por Jingle Punks (6 de dezembro de 2012 – 1 de janeiro de 2013)
  - "Kookie Dough" (23 de janeiro de 2013)
  - "Fastest Girl Alive" (instrumental) de David W. Ayers & Felix R. Tod (2013-2014)
  - "Sky's the Limit" de CFO$ (28 de agosto – 1 de novembro)
  - "Sky's the Limit" por Snoop Dog

## Campeonatos e prêmios
- All Elite Wrestling
  - Campeonato TBS da AEW (1 vez, atual)
- Chaotic Wrestling
  - Chaotic Wrestling Women's Championship (1 vez)[16]
- Independent Wrestling Entertainment
  - IWE Women's Championship (1 vez)[35]
- New Japan Pro-Wrestling
  - IWGP Women's Championship (1 vez)[36]
  - Strong Women's Championship (1 vez)
- Pro Wrestling Illustrated
  - Rivalidade do ano (2016) vs. Charlotte Flair
  - Luta do ano (2015) vs. Bayley no NXT TakeOver: Respect
  - Lutadora do ano (2015)
  - PWI colocou-o em 2º das 50 melhores lutadoras na PWI Female 50 em 2016
- Ring Wars Carolina
  - RWC No Limitz Championship (1 vez)
- Sports Illustrated
  - Classificada em 8ª com Bayley no Top 10 de melhore lutadora do ano (2019)
- WWE
  - WWE Raw Women's Championship (5 vezes)
  - WWE SmackDown Women's Championship (1 vez)
  - WWE Women's Tag Team Championship (3 vezes) – com Bayley & Naomi
- WWE NXT
  - NXT Women's Championship (1 vez )
  - NXT Year-End Award (1 vez)
    - Luta do ano (2015) vs. Bayley no NXT TakeOver: Brooklyn